# Herodot
Herodot z Halikarnasu (starogr. Ἡρόδοτος ὁ Ἁλικαρνασσεύς, Herodotos ho Halikarnasseus) (ur. ok. 484 p.n.e. w Halikarnasie, obecnie Bodrum w Turcji, zm. ok. 426 p.n.e. w Turioj lub Atenach) – historyk grecki, zwany Ojcem historii, czasem także Ojcem geografii. Jedynym jego  zachowanym dziełem jest 9-księgowa relacja z wojen perskich, opisująca także geografię i historię Hellady, Persji i Egiptu oraz okolicznych krain, zatytułowana Dzieje (Ἱστορίαι Historiai, łac. Historiae).
Jego relacje nie były zawsze dokładne, ale – w odróżnieniu od wielu innych historyków, aż po czasy dzisiejsze – zawsze opatrzone klauzulą „zgodnie z tym, czego się dowiedziałem” (Dzieje, I, 2) i „Ja zaś muszę podać, co się opowiada, ale bynajmniej nie jestem zobowiązany w to wierzyć i te słowa mają się odnosić do całych mych Dziejów.” (VII, 152).

## Młodość
Syn Lyksesa i Dryo urodził się w Halikarnasie, w Karii. W czasach wcześniejszych miasto należało do doryckiej heksapolis, w skład której wchodziły także Lindos, Ialissos, Kamejros, Kos i Knidos. Mimo doryckiego pochodzenia kolonii językiem tych miast był joński, o czym świadczą zachowane inskrypcje.
Pochodził ze znakomitego rodu: był bratankiem powszechnie znanego w tamtych czasach poety Panyassisa, autora epickich poematów o Heraklesie i tekstów o zakładaniu miast jońskich. Panyassis był spadkobiercą tradycji Homera, Eumelosa, Kallinosa, Tyrtajosa i Solona i prawdopodobnie pod wpływem stryja młody Herodot zapoznał się z całą literaturą grecką po Pindara i Ajschylosa włącznie. Te wczesne studia znalazły swe późniejsze odbicie w jego Dziejach. Panyassisowi (który miał przydomek „wróżbita”) zawdzięczał też Herodot zainteresowanie dla podziwiania egzotycznej dlań przyrody odwiedzanych krain i mistycyzmu.

## Emigracja
Miasto rodzinne Herodota stanowiło, za jego życia – wraz z Kos, Nisiros i Kalyndają – małe państwo wasalne podległe zwierzchnictwu perskiemu, a podporządkowane bezpośrednio władzy królowej Artemizji. Herodot z zachwytem pisał o jej mądrości i przedsiębiorczości (VII, 99, VIII, 68n, 93, 101nn). Jednak za panowania jej następcy – Lygdamisa – w mieście wybuchły zamieszki na tle politycznym, podczas których Panyassis zginął, zaś Herodot, po stłumieniu buntu przez tyrana, zmuszony został do ucieczki. Udał się początkowo na wyspę Samos, gdzie spędził kilka lat pisząc o jej zabytkach i niedawnej świetności (III, 39nn). Stamtąd też – i zapewne wcześniej, z Halikarnasu – podejmował swe pierwsze wyprawy azjatyckie.
Po powrocie do rodzinnego miasta miał uczestniczyć w wygnaniu znienawidzonego Lygdamisa, ale zaraz wrócił na Samos, skąd w roku 445 p.n.e. przybył do Aten, gdzie czytał publicznie fragmenty swych prac, co wynagrodzono mu sumą 10 talentów. Nie wiadomo, czy miał podobne występy w Olimpii (tak twierdził Lukian). Wątpić należy w wielki wpływ, jaki miały te odczyty wywrzeć na młodego jeszcze Tukidydesa. W stolicy Attyki bliskie kontakty nawiązał z Peryklesem. Wynika to z wypowiedzi Herodota o znaczeniu świata helleńskiego, o konstytucji ateńskiej, jak również z tego, że przy każdej sposobności z uznaniem wyrażał się o Alkmeonidach, przodkach Peryklesa ze strony matki (III, 39nn; V,62; VI,126nn) oraz ze wzmianek na temat urodzin samego Peryklesa (VI, 31). Zetknął się także z Sofoklesem, który napisał na jego cześć zachowaną częściowo elegię (II, 35), prawdopodobnie z roku 440 p.n.e. Z utworu tego zachował się tylko początkowy fragment, ale o znajomości prac Herodota świadczyć mogą niektóre fragmenty tragedii Sofoklesa:

...więc się wspierają na Egipcjan wzorze,
Tamtym podobni myślą, życiem całym,
Bo tam mężczyźni czas trawią w komorze
I siedzą przędąc, a kobiet udziałem
Około życia się krzątać zapasów...

Ten sam fragment u Herodota brzmi zupełnie podobnie:

...mają też Egipcjanie zwyczaje i obyczaje prawie pod każdym względem przeciwne aniżeli wszystkie inne ludy. Kobiety u nich przebywają na rynku i handlują, a mężowie siedzą w domu i przędą...

 Podobnych zbieżności można znaleźć w tragediach Sofoklesa więcej.
W Atenach nie przebywał długo i już w roku 443 p.n.e. zamieszkał w nowej kolonii ateńskiej Turioj w południowej Italii, założonej w miejsce zniszczonego Sybaris. Założenie Turioj było dla Aten sprawą prestiżową. Chodziło o wykazanie, że Ateny są zdolne przewodzić Hellenom w każdym wspólnym przedsięwzięciu, szczególnie wtedy, gdy poparcia odmawia Sparta. Przywódcy pionierów byli Ateńczykami, pierwszy rząd – demokratyczny, boską opiekunką miasta – Atena. Ta wzorowa fundacja zaplanowana i przeprowadzona została przez najwybitniejszych przedstawicieli Attyki – Lampona (interpretator praw sakralnych), Hippodamosa z Miletu (budowniczy), Protagorasa z Abdery (sofista, twórca teorii poznania) oraz samego Herodota.
W Turioj Herodot znalazł swą drugą ojczyznę – w literaturze okresu nazywano go nawet Turiojczykiem – nie wiemy jednak, jak długo tam przebywał, ani czy wrócił do Aten. Dożył, co wiadomo na pewno, początków wojny peloponeskiej, gdyż w swym dziele nawiązuje do niektórych wydarzeń lat trzydziestych V wieku, jak na przykład do napaści Tebańczyków na Plateje (VII, 233), stracenia posłów peloponeskich w Atenach w roku 430 p.n.e. (VII, 137), splądrowania Attyki przez Spartan (IX, 73). Nie dożył natomiast wstąpienia na tron perski Dariusza II, o czym świadczy wymienianie jedynie pierwszego króla tego imienia (522–485 p.n.e.), syna Hystaspesa (I, 130).
Prawdopodobnie właśnie z Turioj podjął szereg kolejnych podróży, które dały mu, ustami Cycerona, zaszczytne miano „ojca historii”.

## Podróże

Oikumene – zamieszkany świat w czasach Herodota

W V wieku p.n.e. w literaturze, obok poezji, znalazła swe miejsce proza, dając wyraz realizmowi jej twórców. Ich umysły zwracały się w stronę badań przyrodniczych, geograficznych i historycznych. Dzieje minione zaczęli więc spisywać Kadmos z Miletu, Ferekydes z Leros, Akusilaos z Argos, Hekatajos z Miletu i wielu innych, których imiona i dzieła zaginęły jeszcze w starożytności. I o ile historyk dzisiejszy może korzystać z prac licznych poprzedników, pierwsi badacze dziejów musieli opierać się niemal wyłącznie na własnych spostrzeżeniach i ustnych relacjach mieszkańców odwiedzanych krain. Logografowie, z prac których korzystał Herodot, nie byli jednak historykami. W swych pracach nawiązywali najczęściej do eposu (jak np. historycznego eposu Chojrilosa o wojnach perskich – Perseis). Opowiadali głównie o zakładaniu miast, podawali genealogie panujących rodów arystokratycznych, opisywali obyczaje poszczególnych ludów i niezwykłe zjawiska przyrodnicze. Herodot znał dzieła najwybitniejszych logografów, a z prac Hekatajosa niewątpliwie korzystał (II, 143; VI 137).
Herodot wiele podróżował po świecie starożytnym. Był między innymi w opanowanych przez Persów Egipcie i Babilonii, w Grecji, Italii, Macedonii, a także w stepach nad Morzem Czarnym. Uznał bowiem, że w pierwszej mierze polegać musi na własnych badaniach. Interesowało go wszystko, ale główna myśl jego dzieła – zmagania Wschodu z Zachodem – została zachowana. Różnica pomiędzy nim a poprzednikami polegała na jego dociekliwości, na ponawianych co krok pytaniach. Nie ograniczał się bowiem do notowania przekazu. Zawsze chciał wiedzieć: dlaczego?, kto?, jak?.
Greckie słowa ἱστορία (historia) pierwotnie znaczyło „badanie, dochodzenie do wiedzy” oraz „wiedza zdobyta poprzez badanie”. Herodot użył tego słowa dla określenia charakteru swojej pracy: „Oto przedstawienie badań (gr. ἱστορίης ἀπόδεξις histories apodexis) Herodota z Halikarnasu”; skąd pochodzi tradycyjny tytuł jego dzieła: Ἱστορίαι (Historiai, tłumaczony zwykle jako Dzieje).
W Dziejach przedstawił z dużą dokładnością współczesny mu świat grecki i perski, a jego opisy krainy nad Nilem stały się podstawą współczesnej egiptologii. W przeszłości niektórzy krytycy zarzucali Herodotowi przeinaczanie i fabrykowanie danych. Przez wiele stuleci oskarżano go o zapełnienie swego dzieła wymysłami, ale odkrycia archeologiczne dokonane w XIX i XX wieku potwierdziły rzetelność jego informacji zdobywanych niejako reporterskim sposobem, poprzez przeprowadzanie wywiadów z ludźmi (często wpływowymi) zamieszkałymi na odwiedzanych terytoriach, szczególnie w Azji Mniejszej i w Egipcie.
Szczegółowa chronologia przedsięwziętych przez Herodota podróży da się ustalić tylko w przybliżeniu. Z pewnością wyspy Morza Egejskiego i wybrzeża zachodniej Anatolii poznał jeszcze w młodości, kiedy mieszkał w rodzinnym Halikarnasie i później, na Samos. W Grecji właściwej dobrze znał Attykę, zwiedził także sławniejsze pola bitewne – Termopile (VII, 198nn) czy Plateje (IX, 25, 49) oraz główne miasta.
Rozmawiał z kapłanami w Dodonie (II, 52), w Delfach dowiedział się o sztucznie zapewne spowodowanej lawinie skalnej, która poczyniła znaczne straty w wojsku perskim (VIII, 39); tam również obejrzał bezcenne wota (I, 20, 51nn; VIII, 94; IX, 57), a od kapłanów dowiedział się o historii Lydii. W Sparcie zebrał informacje dotyczące dziejów Lacedemonu, zaś w relacji z wyprawy Dorów przeciwko Samos powołuje się na wnuka jednego z jej uczestników (III, 55). Odwiedził Tegeę (I, 66) oraz Teby (I, 52, V, 59), a jako naoczny świadek donosił o istnieniu na Zakintos źródła płynnej smoły (IV, 195).
Inne podróże zaprowadziły go na północny skraj Morza Egejskiego, do Macedonii, a później również na Morze Czarne, aż do Bosforu Kimmeryjskiego. Na wyspie Samotraka wtajemniczony został w misteria Kabirów (II, 51), na Tasos zwiedził kopalnie złota (VI, 47); widział wzniesiony przez Dariusza nad rzeką Tearos pomnik (IV, 91). Odwiedził Apolonię, Mesembrię (VI, 33), gdzie zdobył wiadomości o plemionach trackich.
W swych podróżach dotarł również do Istrii (II, 33); wysłuchał tam opowieści o Dunaju, co było dlań ważne dla określenia położenia źródeł tej rzeki. Należy sądzić, że dotarł do jej brzegów (prawdopodobnie w okolicach delty) w czasie swojej podróży scytyjskiej, pisze bowiem, że jest to największa rzeka, jaką widział.
Zebrawszy wiadomości o Getach popłynął wzdłuż wybrzeży Morza Czarnego aż do Olbii, skąd odbył wyprawę w głąb stepów (IV, 52, 81). W czasie drogi do Bosforu Kimmeryjskiego zbierał wiadomości o Scytach. Znane mu było Morze Azowskie i Krym (IV, 86,99). Był w Kolchidzie (II, 104) i zwiedził południowe wybrzeże Morza Czarnego, w każdym razie Temiskyrę (IV, 86).
Podróż do Sardes rozpoczął w Efezie, który znał dobrze jeszcze z młodości (I, 148). W Sardes zapoznał się z historią i obyczajami Lydyjczyków, opisał też dokładnie grobowiec króla Alyattesa (I, 93). Od Kelajnai we Frygii podróżował na wschód drogą wojenną Kserksesa I (VII, 27,30nn). Do Suzy i Babilonu wyprawiał się prawdopodobnie z Syrii. Wiele potrafił opowiedzieć o położeniu, budowlach i dziejach Babilonu, o zwyczajach i codziennych zajęciach mieszkańców (I, 178nn). O pobycie w Suzie świadczy opowieść o Arderikce (VI, 119); o pobycie w stolicy Medii opis pałacu królewskiego w Ekbatanie (I,98).
Podróż do Egiptu odbył później niż wyprawy azjatyckie. Stało się to możliwe dopiero po roku 449 p.n.e., tzn. po podpisaniu traktatu pokojowego (tzw. pokój Kalliasa), który kładł kres wojnom perskim, potwierdzał panowanie Aten na morzu od Faselis w Pamfylii po Kyannejskie Skały przy ujściu Bosforu Trackiego do Pontos Euksejnos, otwierał morza dla żeglugi handlowej obu krajów, potwierdzał prawa Persów do Cypru i Egiptu, zabezpieczając te prowincje przed zakusami Aten. Wcześniejsze przybycie nad Nil wiązałoby się z dużym ryzykiem. Tym samym twierdzenia niektórych badaczy, datujących podróż egipską Herodota na rok 450 p.n.e., należy uznać za bezpodstawne.
Italię i Sycylię mógł poznać podczas swego zamieszkiwania w Turioj, a więc najprawdopodobniej pod koniec życia. W Krotonie opowiedziano mu historyjkę o lekarzu Demokedesie (III, 129nn), chyba że poznał ją i zapisał na podstawie wcześniejszego opracowania. Znał kraj Japygów-Messapiów (IV, 99) w Kalabrii, jak również Etrusków i Umbryjczyków (I, 94). Opowiadał o Liguryjczykach i Wenetach, ale Rzymu ani Latynów nigdy nie wymienił.

## Dzieło

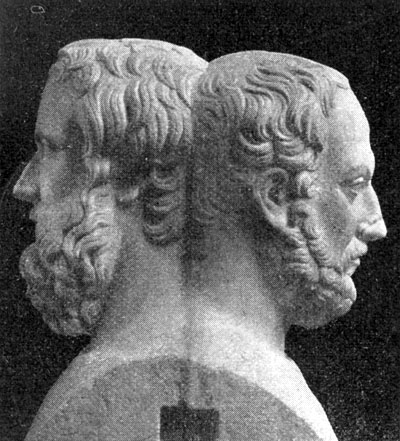
Herodot i Tukidydes, podwójna herma ze zbiorów Museo Nazionale w Neapolu

Wyniki swych badań przedstawił Herodot w dziewięciu oddzielnie napisanych (zatytułowanych imionami muz, lecz nie przez niego samego; podział ten wprowadzili dopiero gramatycy aleksandryjscy) i prawdopodobnie oddzielnie opublikowanych księgach. Stąd też rzucająca się w oczy charakterystyczna niezależność, odrębność poszczególnych części dzieła, jak np. Księga II traktująca prawie wyłącznie o Egipcie. Dzieje Libii znajdują się w skomasowanym ujęciu w Księdze IV, nie zamieścił natomiast w Dziejach historii asyryjskiej, chociaż odsyłał do niej czytelnika dwukrotnie (I, 106,184). Być może część ta zaginęła jeszcze w starożytności, choć możliwe, że nie zdążył jej już Herodot napisać
Impulsem do napisania dzieła były zmagania wojenne Greków z Persami. Herodotowi wojny te jawiły się nie tylko jako wojna Aten z Persją, ale jako starcie Hellady z całym barbarzyńskim Wschodem. Obok przedstawienia faktów chciał przybliżyć czytelnikowi tło konfliktu (I, 1nn). Znalazł w ten sposób dla swego dzieła takie ramy, w których mógł zamknąć wszystkie swoje spostrzeżenia i notacje. Taką formułę, która pozwalałaby na łączenie zapisu faktograficznego z domniemaniami, geografii poznawanych ziem z baśnią. W efekcie powstało dzieło, które przedstawiając w poszczególnych księgach kraje i ludy, ich zwyczaje i historię, wybitne osobistości i ich doznania, miało wykazać różnicę pomiędzy poznanym światem Hellenów a tajemniczymi barbarzyńcami. Dzięki takiej konstrukcji Dzieje, pełne epizodów niekiedy tylko luźno ze sobą powiązanych, stanowią planowo założoną całość.
Charakterystyczną cechą pracy jest zastosowanie przez autora kryteriów oceny zdarzeń, czyli zmysłu krytycznego. Herodot zwykle sam czynił obserwacje, ale gdy musiał polegać na zdaniu innych, przytaczał rozbieżne opinie opatrując je własnym komentarzem. Zdarzało się, że bywał zbyt łatwowierny, że dawał się ponieść fantazji, ale nigdy nie popełnił błędu uznania bardziej prawdopodobnego za koniecznie prawdziwe. Wszędzie tam, gdzie dotarł w czasie swych licznych podróży, starał się informacje dotyczące danego kraju uzyskać od ludzi kompetentnych. Za najbardziej wiarygodne uznał wiadomości przekazane mu przez uczonych w Persji i kapłanów w Egipcie. Uważał za swój obowiązek przekazywać wszystko, o czym się dowiedział, choć zastrzegał, że nie we wszystko wierzy (V, 152). Całość napisana jest w stylu gawędziarskim. Cicero pisał o prozie Herodota (Orator 39), że „płynie bez żadnych chropowatości, niby spokojna rzeka”.
Ostatecznego kształtu dzieło nabrało zapewne w ostatnich latach życia twórcy, niemniej nie zostało do końca dopracowane, co widać w kilku fragmentach tekstu: obiecuje np. Herodot przedstawić w innym miejscu ukaranie zdrajcy Efialtesa (VII, 213), lecz nie czyni tego, kończąc pracę opisem zdobycia Sestos wiosną roku 478 p.n.e.; marginalnie traktuje sprawę przejęcia dowództwa na morzu z rąk Spartan przez Ateńczyków zimą 477 p.n.e., choć z punktu widzenia piewcy chwały Aten epizod ten miał niebagatelne znaczenie (VIII, 3).
A oto układ dzieła:
Księga I rozpoczyna się opisem walk pomiędzy Europą a Azją w czasach mitycznych. Następnie omawia autor panowanie króla Lydii, Krezusa, który pierwszy zaatakował Greków w Azji Mniejszej. Państwo perskie i jego podboje stanowią ośrodek narracji, wokół którego skupione są wszystkie inne wątki. Mówi więc Herodot najpierw o podboju Azji Mniejszej, Babilonu, następnie o wyprawie Cyrusa przeciw Messagetom, w końcu o jego śmierci.
Kolejny wielki władca perski Kambyzes i jego wyprawa na Egipt dała Herodotowi możność opisu tego kraju, jego religii, historii i obyczajów mieszkańców. Egiptowi poświęcił więc całą Księgę II.
Treść Księgi III wypełniają opisy podbitego Egiptu, dzieje Polikratesa z Samos, opis rządów Magów oraz początków panowania Dariusza i dokonanych przezeń reform.
W Księdze IV przedstawia wyprawę Dariusza przeciwko Scytom i ich dzieje; następujący dalej opis wyprawy Persów na Libię prowadzi go do Kyreny i ludów z północy Afryki.
Księga V zawiera opowieść o podboju Tracji oraz dzieje powstania jońskiego.
W Księdze VI znajduje się opis ujarzmienia Jonów oraz relacje z pierwszej wyprawy wojennej Mardoniosa i akcji Datisa/Artafernesa przeciw Atenom, zakończonej bitwą pod Maratonem.
Trzy ostatnie opowiadają o wyprawie Kserksesa. I tak Księga VII zawiera wydarzenia do śmierci Leonidasa pod Termopilami; Księga VIII mówi o walkach u przylądka Artemizjon i o bitwie pod Salaminą; wreszcie ostatnia, IX księga przynosi relacje z bitew pod Platejami, u przylądka Mykale i o oblężeniu Sestos.
Gdy Herodot umierał, powstawać zaczęła historia Tukidydesa. Dzieło w porównaniu z Dziejami Herodota dojrzałe, oparte na innych poglądach i innych metodach badawczych. W stosunku do swego poprzednika uczynił Tukidydes krok milowy, podobny temu, jaki uczynił Herodot względem logografów. Owe milowe kroki były jednak możliwe wyłącznie dzięki pracy poprzedników i choć pierwsza pragmatyczna historia współczesna wyszła spod pióra Tukidydesa, to przecież i on, w historycznym uzasadnieniu wojny peloponeskiej, nawiązał do dzieła swego wielkiego poprzednika.
Dzieje Herodota były, mimo wszystkich swych braków, pierwszą próba ujęcia w całość historii Grecji i otaczającego ją świata w sposób, jaki znali i rozumieli Hellenowie. Były, na koniec, pierwszym zapisem historycznym znanym powszechnie zarówno współczesnym, jak i potomnym, aż po czasy nowożytne.

## Miejsce spoczynku
Obecnie trudno ustalić miejsce zgonu i pochówku Herodota. Na rynku w Turioj pokazywano w starożytności grobowiec z umieszczonym na nim napisem, pochodzącym zresztą z czasów późniejszych:

Herodota Milezyjczyka grób kryje ten prochy,

dawniejszej Jonii pierwszego dziejopisa,

z miasta choć Dorów on rodem, lecz zawiści

by uniknąć wrogiej, w Turioj znalazł ojczyznę drugą

W Pelli macedoński dom królewski wzniósł mu pomnik, ale był to jedynie tumulus honorarius – kenotaf. Również w Atenach pokazywano jego grobowiec usytuowany obok grobu Tukidydesa, w grupie grobów kimońskich (Marc. vitae Thuc., 17).